# Achmied Atawow
Achmied Sułtanalijewicz Atawow (ros. Ахмед Султаналиевич Атавов; ur. 23 lutego 1961) – radziecki zapaśnik walczący w stylu wolnym. Złoty medalista mistrzostw świata w 1989. Pierwszy w Pucharze Świata w 1988; drugi w 1987. Mistrz ZSRR w 1989; drugi w 1981 i 1987; trzeci w 1988 roku.